# Кочієри
Кочіє́ри (рум. Cocieri) — село в Дубесарському районі Молдови, його адміністративний центр. Розташоване на східному березі Дністра. За переписом 2004 року, населення села становило 3 823 чоловік. Через складну економічну ситуацію понад 800 мешканців села працюють за кордоном.
У селі розташовані школа на 560 учнів із румунською мовою навчання та дитячий садок на 100 дітей.

## Історія
Під час війни у Придністров'ї 1992 року мешканці цього села виступили проти входу до складу Придністровської Молдавської Республіки. Військові частини 14-ї армії, що були розташовані в селі, піддались нападу місцевих жителів, які озброїлись проти сил Придністров'я. У результаті після війни Кочієри залишились у складі району, контрольованому Республікою Молдова.

## Цікаві факти
Майже в усіх інших районах сам район називається так само, як його адміністративний центр, а тут виняток.

## Постаті
- Лозицька Сталіна Павлівна (* 1940) — працівниця Полонського порцелянового заводу, Заслужений раціоналізатор Української РСР.